# Batalha de Baicanda
A Batalha de Baicanda ou Baicande (Baykand) foi travada em 729 entre o Grão-Canato Turguexe e seus aliados soguedianos e os árabes do Califado Omíada em Baicanda, uma cidade perto de Bucara na Transoxiana (no moderno Usbequistão). O exército árabe, sob o governador do Coração Axeras ibne Abedalá Alçulami, fez campanha através do rio Oxo para suprimir uma rebelião em grande escala dos príncipes soguedianos que eclodiram no ano anterior e receberam o apoio turguexe. Quando o exército árabe avançou sobre Bucara, foi cercado pelos turguexes e sem água. Seguiu-se uma série de combates que quase terminaram em um desastre para os árabes como o "Dia da Sede" cinco anos antes, mas no final, por meio da coragem inspiradora de alguns líderes árabes e das ações da vanguarda sob Alharite ibne Suraije e Catã ibne Cutaiba, os árabes romperam as forças inimigas e alcançaram Bucara, onde sitiaram.

## Antecedentes
A região da Transoxiana foi conquistada pelo líder omíada Cutaiba ibne Muslim no reinado de Ualide I (r. 705–715), após as conquistas muçulmanas da Pérsia e do Coração em meados do século VII. A lealdade das populações iranianas e turcas nativas da Transoxiana e dos governantes locais autônomos permaneceram questionáveis, no entanto: em 719 os príncipes da Transoxiana enviaram uma petição à corte chinesa e seus vassalos turguexes pedindo ajuda militar contra os califas. Em resposta, de 720 em diante os turguexes lançaram uma série de ataques contra os muçulmanos na Transoxiana, juntamente com levantes contra o califado entre os soguedianos locais. Os governadores omíadas inicialmente conseguiram suprimir a agitação, embora o controle sobre o vale de Fergana tenha sido perdido. Em 724, o governador Muslim ibne Saíde Alquilabi e seu exército sofreram uma pesada derrota (o chamado "Dia da Sede") nas mãos dos turguexes quando tentou subjugar Fergana. Essa derrota colocou os árabes na defensiva e, embora nenhuma batalha tenha ocorrido, nos anos seguintes a posição árabe na Transoxiana entrou em colapso rapidamente.

## Campanha de Axeras Alçulami
Confrontado com esta crise, o califa Hixame ibne Abedal Maleque (r. 723–743) tomou medidas drásticas: o Coração foi separado da alçada do governador do Iraque e elevado a uma província separada, sob o general jazirano Axeras ibne Abedalá Alçulami. Como seu antecessor, Assade ibne Abedalá Alcáceri, Axeras tentou conquistar a lealdade da população local e dos convertidos nativos não árabes ao Islã (mauali) abordando algumas de suas queixas sobre os impostos. Logo, no entanto, essa política foi revertida - possivelmente devido à pressão do próprio califa - e as medidas frequentemente brutais que os coletores de impostos árabes empregaram para recolher os impostos dos mauali e da aristocracia fundiária local (degãs) levaram a uma revolta geral na Transoxiana. Isso se tornou ainda mais perigoso para os árabes devido ao pedido dos rebeldes de ajuda o grão-cã turguexe que respondeu liderando seu exército pessoalmente contra os árabes. Quando o grão-cã entrou no campo em 728, apenas Samarcanda e as duas fortalezas de Camarja e Dabusia no rio Zarafexã permaneciam em mãos árabes em toda a Transoxiana.
A fim de confrontar os turguexes, Axeras reuniu as forças do Coração e os conduziu a Amul no rio Oxo. Uma vanguarda sob Catã, filho de Cutaiba ibne Muslim, foi enviada através do rio e estabeleceu um acampamento fortificado, mas com a chegada dos exércitos nativos soguedianos e turguexes combinados, o grosso da força árabe foi incapaz de cruzar por três meses. Durante este período, a força de Catã foi sitiada pelo turguexe, que ao mesmo tempo cruzou o Oxo em pequenos grupos de ataque. Axeras deu o comando de sua cavalaria a Tabite Cutená, que conseguiu derrotar os invasores e levá-los para Amul. Lá, os árabes derrotaram os turguexes, embora uma vitória decisiva os tenha escapado quando os reforços turguexes cruzaram o rio e permitiram que os invasores escapassem em segurança sobre o Oxo. Por fim, Axeras conseguiu cruzar com suas forças, uniu-se a Catã e começou a avançar sobre Bucara. Os árabes repeliram os ataques para chegar à cidade comercial de Baicanda, cerca de cinco parasangas - cerca de 30 quilômetros (19 milhas) - ao sul da própria Bucara e fora do oásis que a cercava. Depois que o exército árabe acampou em Baicanda, os turguexes e soguedianos cortaram o abastecimento de água do oásis.
Ameaçado de sede, o exército árabe deixou Baicanda e se dirigiu a Bucara, com Catã na vanguarda. Quando as forças turguexes e soguediana atacaram, a vanguarda, cerca de 6 000 homens, foi cortada do corpo principal sob Axeras, e Axeras e Catã deram-se por perdidos até que se encontraram novamente dois dias depois. O rei de Samarcanda, Guraque, que até aquele momento permanecera ostensivamente leal aos árabes - embora, sempre tendo o cuidado de evitar suas apostas, tivesse enviado seu filho Muquetar ao grão-cã - agora trocou de lado. Exausta de sede, a vanguarda árabe quase foi derrubada pelos inimigos, perdendo 700 homens. Neste ponto, de acordo com o relato preservado por Atabari, o guerreiro tamimita Alharite ibne Suraije, que mais tarde lideraria uma revolta generalizada no Coração, incitou os árabes a avançarem, gritando que "ser morto pela espada é mais nobre (neste) mundo e maior em recompensa para Deus do que a morte de sede". Incentivados por seu exemplo, a cavalaria tamimita e caicita sob Alharite e Catã rompeu as linhas turguexes e alcançou as fontes de água, evitando por pouco um segundo "Dia de Sede" e permitindo que Axeras continuasse seu avanço em direção a Bucara.

## Rescaldo
Após a série de batalhas em torno de Baicanda, os turguexes retiraram-se para o norte para Samarcanda, onde assaltaram a fortaleza de Camarja, enquanto Axeras com suas tropas sitiavam Bucara e passavam o inverno em seu oásis. A guerra não diminuiu, porém, e a situação dos árabes permaneceu precária. No início de 730, o recém-nomeado sucessor de Axeras, Junaide ibne Abderramão Almurri, tentou alcançar o exército, que ainda estava acampado no oásis de Bucara. Teve de ser escoltado de Amul por 7 000 cavaleiros que foram atacados no caminho e os turguexes quase destruíram-nos. Embora Bucara tenha sido recuperado pelos árabes nesta época, tanto sob Axeras quanto sob Junaide, no ano seguinte este último levou o exército coraçane ao desastre na Batalha do Desfiladeiro, um evento que quebrou o tênue controle árabe sobre o que restava de suas posses na Transoxiana. Os árabes não foram capazes de recuperar sua posição até o governo de Nácer ibne Saiar, que em 739-741 conseguiu restabelecer a autoridade do califado até Samarcanda.